# Pandanus pervilleanus
Pandanus pervilleanus är en enhjärtbladig växtart som först beskrevs av Charles Gaudichaud-Beaupré, och fick sitt nu gällande namn av Wilhelm Sulpiz Kurz. Pandanus pervilleanus ingår i släktet Pandanus och familjen Pandanaceae.
Artens utbredningsområde är Madagaskar. Inga underarter finns listade.